# Clara Novello
Clara Novello (Londres, 10 de juny de 1818 - Roma, 12 de març de 1908), va ser una aclamada soprano, pertanyent a la nissaga Novello, una àmplia família de músics. Era la quarta filla de Vincent Novello, músic i editor de música, i la seva esposa, Maria Sabilla Hehl.
Va ser aclamada com a soprano pel seu estil pur, que la va convertir en una de les més grans vocalistes, tant en l'òpera com en l'oratori i l'escenari de concerts, a partir de 1833. El 1843 es va casar amb el comte Gigliucci i es va retirar el 1861. Charles Lamb va escriure un poema ("To Clara N.") en elogi de Clara.
Estudià cant amb el professor Choron, en la "Institution Royale de Musique Classique et Religieuse" de París, a partir de 1829. S'especialitzà en els oratoris i debutà el 1833, en el "Worcester festival". En el transcurs d'una llarga gira arreu d'Europa, tingué ocasió de conèixer Mendelssohn, el qual la va convèncer perquè estudies òpera a Milà, amb el mestre Micheroux. El 1841 debutà a Pàdua, amb Semiramide, de Rossini i, el 1842, participà en l'estrena de l'Stabat Mater del mateix autor, a Bolonya. Després d'un breu període de recés degut al seu matrimoni amb el comte Gigliucci (implicat en els moviments polítics de 1848/49), Clara Novello es dedicà simultàniament al repertori líric, amb I puritani, Beatrice di Tenda, Semiramide i Rigoletto. El 1854 continuà el seu repertori concertístic, fins al 1860, any en què es retirà i s'establí a Roma.